# GOLDEN☆BEST 尾崎紀世彦
『GOLDEN☆BEST 尾崎紀世彦』（ゴールデン☆ベスト おざききよひこ）は、尾崎紀世彦のベスト・アルバム。2003年11月26日、ユニバーサルミュージックより発売。規格品番はUICZ-6043。

## 解説
各レコード会社から発売されているゴールデン☆ベストシリーズの1枚。主にフィリップス所属時の音源を収録している。
日本レコード大賞を受賞した「また逢う日まで」や、洋楽のカバーソングなどを収めた廉価盤ベスト。ボーナス・トラックとして「また逢う日まで」のオリジナル・カラオケが収録された。最新デジタル・リマスター音源である。
歌詞ブックレット冒頭には、紅蜂（中川雅博）によるライナーノーツを掲載。

## 収録曲
1. また逢う日まで（2:55）[2][3]
  - 作詞: 阿久悠、作曲・編曲: 筒美京平
2. さよならをもう一度（2:51）
  - 作詞: 阿久悠、作曲・編曲: 川口真
3. 雪が降る（2:36）
  - 作詞・作曲: Adamo、訳詞: 安井かずみ、編曲: 利根常昭
4. 愛する人はひとり（2:32）
  - 作詞: 阿久悠、作曲・編曲: 筒美京平
5. ふたりは若かった（3:02）
  - 作詞: 阿久悠、作曲・編曲: 筒美京平
6. こころの炎燃やしただけで（2:09）
  - 作詞: なぎはるお、作曲・編曲: 筒美京平
7. ゴッドファーザー 〜愛のテーマ〜（2:29）[4]
  - 作詞: L.KUSIK、作曲: N.ROTA、編曲: 前田憲男
8. あなたに賭ける（2:53）
  - 作詞: 阿久悠、作曲・編曲: 筒美京平
9. しのび逢い（2:51）
  - 作詞: 阿久悠、作曲・編曲: 筒美京平
10. 五月のバラ（3:06）
  - 作詞: なかにし礼、作曲・編曲: 川口真
11. かがやける愛の日に（3:09）
  - 作詞: 阿久悠、作曲・編曲: 筒美京平
12. 最後のくちづけ（2:31）
  - 作詞: 安井かずみ、作曲・編曲: 筒美京平
13. 許しておくれ（3:20）
  - 作詞: なかにし礼、作曲・編曲: 筒美京平
14. 別れの夜明け（3:26）
  - 作詞: 山上路夫、作曲・編曲: 筒美京平
15. どうにかなるさ（3:08）
  - 作詞: 山上路夫、作曲: かまやつひろし、編曲: 筒美京平
16. 雨のバラード（3:11）
  - 作詞: こうじはるか、作曲: 植田嘉靖、編曲: 青木望
17. ラブ・ミー・トゥナイト（LOVE ME TONIGHT）（2:35）
  - 作詞: Mario Panzeri、作曲: Lorenzo Pilat、編曲: 前田憲男
18. この胸のときめきを（YOU DON'T HAVE TO SAY YOU LOVE ME）（2:27）
  - 作詞: V.Wickham・P.Donaggio・V.Pallavicini、作曲: P.Donaggio、編曲: 渋谷毅
19. 太陽は燃えている（LOVE ME WITH ALL OF YOUR HEART）（2:50）
  - 作詞: M.Vaugham・C.Rigual・M.Rigual、作曲: C.A.Martinoli、編曲: 前田憲男
20. 我が心のジョージア（GEORGIA ON MY MIND）（3:25）
  - 作詞: S.Gorrell、作曲: H.Carmichael、編曲: 青木望
21. 酒とバラの日々（DAYS OF WINE AND ROSES）（2:51）[5]
  - 作詞: J.Mercer、作曲: H.Mancini、編曲: 川口真
22. マイ・ウェイ（MY WAY）（4:06）
  - 作詞: P.Anka・C.Francois・G.Thibault、作曲: C.Francois・J.Revaux、編曲: 前田憲男
23. また逢う日まで（オリジナル・カラオケ）（2:55）

## リリース日一覧
- 2003年11月26日 - CD:UICZ-6043
- 2010年9月15日 - MP3/AAC:音楽配信
- 2012年12月5日 - CD:UPCY-9256